# Quảng Hòa, Quảng Xương
Quảng Hòa là một xã thuộc huyện Quảng Xương, tỉnh Thanh Hóa, Việt Nam.

## Địa giới hành chính
Xã Quảng Hòa nằm ở phía tây của huyện Quảng Xương.
- Phía đông giáp thị trấn Tân Phong, huyện Quảng Xương.
- Phía nam giáp các xã Quảng Hợp và Quảng Văn, huyện Quảng Xương.
- Phía tây giáp xã Quảng Long, huyện Quảng Xương.
- Phía bắc giáp các xã Quảng Yên và Quảng Trạch, huyện Quảng Xương.

## Lịch sử hành chính
Vùng đất thuộc xã Quảng Hòa ngày nay, vào đầu thế kỉ 19 thuộc tổng Văn Trinh, huyện Ngọc Sơn, phủ Tĩnh Gia, nội trấn Thanh Hóa. Cuối thế kỉ 19 (sau đời vua Đồng Khánh), tổng Văn Trinh chuyển về huyện Quảng Xương cùng phủ Tĩnh Gia.
Sau năm 1945, thuộc xã Chiêu Văn. Năm 1948, xã Chiêu Văn sáp nhập với xã Trần Quốc Toản thành xã Quảng Hòa (gồm 12 làng), tên gọi Quảng Hòa xuất hiện từ đây.
Năm 1954, tách một phần lãnh thổ xã Quảng Hòa để thành lập xã Quảng Hợp. Xã Quảng Hòa mới có 4 làng là Chào Thôn, Trinh Xá, Văn Đoài và Văn Đông.
Xã Quảng Hòa hiện gồm các thôn:
- Thôn 1 (Hòa Triều): đầu thế kỉ 19 là thôn Trào (Chào Thôn) thuộc xã Văn Trinh, tổng Văn Trinh, sau năm 1945 có tên là Hòa Triều.
- Thôn 2 (Tân Thái): do dân Chào Thôn và Hòa Trinh đến khai hoang, gọi là trại Chào và trại Nguyễn, sau năm 1945 có tên là thôn Thái Học. Năm 1954 chia thành Hòa Tân và Hòa Thái. Năm 1987 sáp nhập thành thôn 2. Năm 1992 tách thành 2 thôn. Đến năm 1994 lại sáp nhập thành Tân Thái.
- Thôn 3 (Hòa Trinh): do Trần Nhật Duật lập ra giữa thế kỉ 13, gọi là làng Nguyễn; đầu thế kỉ 19 là thôn Nguyễn Xá Tây thuộc xã Văn Trinh; năm 1954 gồm các xóm Trinh, Sơn, Lý, Thủy. Năm 1994 sáp nhập thành làng Hòa Trinh.
- Thôn 4 (Hòa Văn): do Trần Nhật Duật lập ra giữa thế kỉ 13; đầu thế kỉ 19 là thôn Đoài thuộc xã Văn Trinh; năm 1954 là làng Văn Đoài gồm các xóm Văn, Chương, Tăng, Tiến. Năm 1994 sáp nhập thành làng Hòa Văn.
- Thôn 5 (Hòa Đạt): cuối thế kỉ 19 (vào thời Đồng Khánh), dân cư thôn Đoài thuộc xã Văn Trinh đến khai hoang, lập trại Bái Sắn, sau năm 1945 có tên là Hòa Đạt.
- Thôn 6 (Hòa Đông): ban đầu là ấp Quần Đậu, đầu thế kỉ 19 là thôn Đông thuộc xã Văn, sau năm 1948 có tên là Hòa Đông.
- Thôn 7 (Hòa Thành): vào giữa thế kỉ 19 (thời Thiệu Trị), dân cư thôn Đoài thuộc xã Văn Trinh đến lập ấp Trại Cồn, sau đó thêm các điểm dân cư Mẫu Sau và Bái Quang, gọi chung là Hòa Thành.